# Municipio Punceres
Punceres es uno de los 13 municipios que conforman el estado Monagas en Venezuela. Su capital es la población de Quiriquire. Tiene una superficie de 541 km² y según el censo 2011 del INE su población era de 32.961 habitantes. El municipio está integrado por dos parroquias, Cachipo y Quiriquire.
La economía es predominantemente agrícola, entre los principales cultivos se encuentran la caña de azúcar, el maíz y el sorgo; en el sector ganadero destaca la ganadería bovina.

## Historia
El municipio Punceres fue fundada en el año 1731 por el cura Miguel de Villalba de la Misión de San Francisco, y consolidado en 1928 con la explotación petrolera.
Para el 5 de diciembre de 2017, la alcaldesa Magalys Villalba, conjunto al Presidente del Concejo Municipal Adrían Márquez y el resto de los Concejales dieron a conocer los símbolos patrios del municipio. Para el 10 de diciembre de 2017, se realizaron elecciones municipales, resultando electa nuevamente Magalys Villalba, para el periodo 2017-2021.
Tras la realización de elecciones primarias por el PSUV, fue anunciado a Adrian Márquez como candidato a la alcaldía del municipio Punceres para noviembre de 2021. Carmen Sosa se postuló como candidata por la MUD.
A mediados de 2021, ha crecido la problemática de aguas y gas en el municipio, comunidades como Cachipo se ha visto afectada por esta situación. En las elecciones por la alcaldía resultó ganador Adrián Márquez  del PSUV. Para el 27 de julio de 2025, es elegido a Ángel López como alcalde del municipio.

## Geografía
La jurisdicción está ubicada al norte del Estado Monagas. Está localizado entre el pie de monte de Monagas y la planicie inundada o cenagosa, presenta una vegetación de bosque seco tropical y otra de bosque húmedo tropical, tiene una temperatura promedio anual de 26,4 °C y precipitaciones de 1.935 mm (promedio anual).

### Límites
Según la Gaceta Oficial del estado Monagas, en la Reforma Parcial de la Ley de División Político-Territorial, con fecha 29 de julio de 1998, los límites del municipio Punceres se describen de la siguiente manera:
Por el norte, limita con el municipio Bolívar, siguiendo el curso del río Azagua desde su nacimiento hasta su desembocadura en el río San Juan. A partir de allí, colinda con el estado Sucre, siguiendo aguas abajo por el río San Juan hasta la desembocadura del caño Dos Aguas.
Por el este, limita con el municipio Maturín, desde la desembocadura del caño Dos Aguas en el río San Juan hasta la confluencia de los ríos Guarapiche y Punceres, trazando una línea recta entre ambos puntos.
Por el sur, también limita con el municipio Maturín, siguiendo el curso del río Punceres desde su confluencia con el río Guarapiche aguas arriba hasta la desembocadura de la quebrada Arenas. Desde allí, continúa colindando con el municipio Piar, siguiendo el río Punceres hasta la quebrada El Caney.
Por el oeste, el límite parte desde la boca de la quebrada El Caney en línea recta hasta el sitio conocido como La Mata de Mango. Desde este punto, continúa en línea recta hasta la fila del cerro El Cantón, y de allí hasta el cerro Macanillar. Finalmente, colinda con el municipio Caripe, siguiendo la fila del cerro Macanillar hasta alcanzar la cabecera del río Azagua, punto de partida del circuito.

### Organización parroquial
El municipio está dividido en 2 parroquias:
| Parroquia          | Superficie | Población   | Densidad      |
| ------------------ | ---------- | ----------- | ------------- |
| Cachipo            | km²        | hab.        | hab./km²      |
| Quiriquire         | km²        | hab.        | hab./km²      |
| Municipio Punceres | 754 km²    | 32.961 hab. | 44,8 hab./km² |

### Centros poblados
- Quiriquire, es la capital del municipio.
- Cachipo.
- Tropical.
- Campo Miraflores o simplemente Miraflores, donde se localiza la iglesia San José Obrero y el Monumento a la Identidad.
- La Bruja.
- Cruz Blanca.
- Puente Punceres, conocido por la venta de artesanías y la elaboración de cestas con bordoncillo.

## Infraestructura

### Servicios públicos
El servicio eléctrico está gestionado por Corpoelec Monagas.

## Turismo
El municipio cuenta con diversos balnearios para la recreación y disfrute de los diferentes ríos que se encuentran en municipio, estos son Represa Quiriquire y El Pinto.

## Deportes
Suelen practicar ajedrez.

## Política y gobierno

### Alcaldes
| Período     | Alcalde          | Partido político / Alianza | % de votos | Notas |
| ----------- | ---------------- | -------------------------- | ---------- | --- |
| 1989 - 1992 | Andrés Rondón    | AD                         | 61,18      | Primer alcalde bajo elecciones directas                                                                                 |
| 1992 - 1995 | Darío Alarcón    | AD                         | 48,10      | Segundo alcalde bajo elecciones directas                                                                                |
| 1995 - 2000 | Darío Alarcón    | AD                         | -          | Reelecto (se realizaron elecciones generales adelantadas en el 2000 debido a la aprobación de la Constitución de 1999)  |
| 2000 - 2004 | Tirso Sosa       | AD                         | 31,33      | Tercer alcalde bajo elecciones directas                                                                                 |
| 2004 - 2008 | Tirso Sosa       | AD                         | 51,36      | Reelecto |
| 2008 - 2013 | Jesús Mata       | PSUV                       | 58,28      | Cuarto alcalde bajo elecciones directas. (se postergan 1 año las elecciones municipales pautadas para finales del 2012) |
| 2013 - 2017 | Magalys Villalba | PSUV                       | 57,89      | Quinta alcalde bajo elecciones directas                                                                                 |
| 2017 - 2021 | Magalys Villalba | PSUV                       | 59,96      | Reelecta |
| 2021 - 2025 | Adrián Márquez   | PSUV                       | 51,22      | Sexto alcalde bajo elecciones directas                                                                                  |

### Concejo municipal
Período 1989 - 1992
| Concejales:                  | Partido político / Alianza |
| ---------------------------- | -------------------------- |
| Benito Gutiérrez             | AD                         |
| Tirso Sosa                   | AD                         |
| Omar Salgado                 | AD                         |
| Dario Alarcón                | AD                         |
| Adelcia Martínez de Villalba | COPEI                      |
| Alfredo Daguar               | COPEI                      |
| José Indriago                | MAS                        |

Período 1992 - 1995
| Concejales:         | Partido político / Alianza |
| ------------------- | -------------------------- |
| Antonio Betancourt  | AD                         |
| Pedro Ruiz          | AD                         |
| Omar Salgado        | AD                         |
| Tirso Sosa          | AD                         |
| Luis García         | AD                         |
| Carlos González     | COPEI                      |
| Williams Vallenilla | COPEI                      |

Período 1995 - 2000
| Concejales:         | Partido político / Alianza |
| ------------------- | -------------------------- |
| Antonio Betancourt  | AD                         |
| Esperanza García    | AD                         |
| Omar Salgado        | AD                         |
| Tirso Sosa          | AD                         |
| Luisa García        | AD                         |
| Joel Sánchez        | MAS                        |
| Williams Vallenilla | COPEI                      |

Período 2013 - 2018:
| Concejales       | Partido político / Alianza |
| ---------------- | -------------------------- |
| Adrían Márquez   | PSUV                       |
| Andrés Delgado   | PSUV                       |
| Juan Rodríguez   | PSUV                       |
| Otoniel León     | PSUV                       |
| Solange Guevara  | PSUV                       |
| Eduardo Carrillo | PSUV                       |
| José Mata        | PSUV                       |

Período 2018 - 2021
| Concejales         | Partido político / Alianza |
| ------------------ | -------------------------- |
| Jonathan Duarte    | PSUV                       |
| Idalys Yeguez      | PSUV                       |
| Adrian Marquéz     | PSUV                       |
| Willian Vallenilla | PSUV                       |
| Eucaris Yendis     | PSUV                       |
| José Mata          | PSUV                       |
| Glorimar Durán     | PSUV                       |

Período 2021 - 2025
| Concejales        | Partido político / Alianza |
| ----------------- | -------------------------- |
| Mariannys Guevara | PSUV                       |
| Ramon Rondón      | PSUV                       |
| Rosa Carrillo     | PSUV                       |
| Luis Marcano      | PSUV                       |
| Eucaris Yendis    | PSUV                       |
| Eddys Aponte      | PSUV                       |
| Yudelys Coronado  | MUD                        |